# 高村暢児
高村 暢児（たかむら ちょうじ、1922年1月11日 - 1998年10月18日）は、日本の著作家。

## 生涯
奈良県生まれ。本姓・篁。明治大学卒。産経新聞社に入社し、1958年度ボーン・上田記念国際記者賞受賞。22年の記者生活を送った後に作家に転身。

## 著書
- 『社会部の屑籠 生き返った秘話十六題』（新書房） 1955.11
- 『新聞記者千夜一夜』（河出新書） 1956
- 『青春天気図』（河出新書） 1956
- 『ある婦人記者の記録』（講談社） 1958
- 『特ダネ天気図』（南旺社） 1958
- 『アンデスの眼 南米十カ国自動車踏査の記録』（篁暢児、編、講談社） 1959
- 『新南米移住読本』（東京書房） 1959
- 『砂漠の国ジャングルの国』（牧書店、少年少女のための探検旅行） 1960
- 『遊軍記者』（講談社） 1962
- 『蒼氓の記録 南アメリカの日本人』（学習研究社、ガッケン・ブックス） 1963
- 『孤独のドン・ファン 彼と彼女の大人の童話』（講談社） 1964
- 『ケネディ』（ポプラ社、世界伝記全集） 1965
- 『チャーチル』（ポプラ社、世界伝記全集） 1966
- 『日清日露戦争・太平洋戦争』（学習研究社、物語日本史） 1967
- 『悪女が走るとき』（青樹社） 1968、のち春陽文庫
- 『強烈に売り込め 買う気にさせるイメージ商法』（徳間書店、トクマ・ビジネス） 1968
- 『屈辱の太陽』（青樹社） 1968、のち春陽文庫
- 『ああ黎明は近づけり 日本寮歌物語』（小幡欣治, 池田一郎, 石濱恒夫共著、潮出版社） 1969
- 『東芝対松下 弱電界両雄の対決の秘策』（八雲井書店） 1969
- 『日本航空 ドキュメント』（学習研究所） 1969
- 『星ふる坂道』（講談社） 1969
- 『燃える真珠湾 勝利と栄光の百日』（偕成社、太平洋戦史） 1969
- 『雲の上のドラム』（講談社） 1970
- 『ドゴール』（潮出版社、ポケット偉人伝） 1970.12
- 『こんにちは、企業諸君!』（潮出版社） 1971
- 『渦中の大もの』（潮出版） 1972
- 『神と人間の間 ガンをねじ伏せた中山恒明』（講談社） 1976

## 翻訳
- 『絶叫するケネディー その最重要演説16編』（訳編、学習研究社） 1964、のち改題『ケネディ登場』（中公文庫）

## 参考
- 『文藝年鑑1975』